# Taniec klasyczny

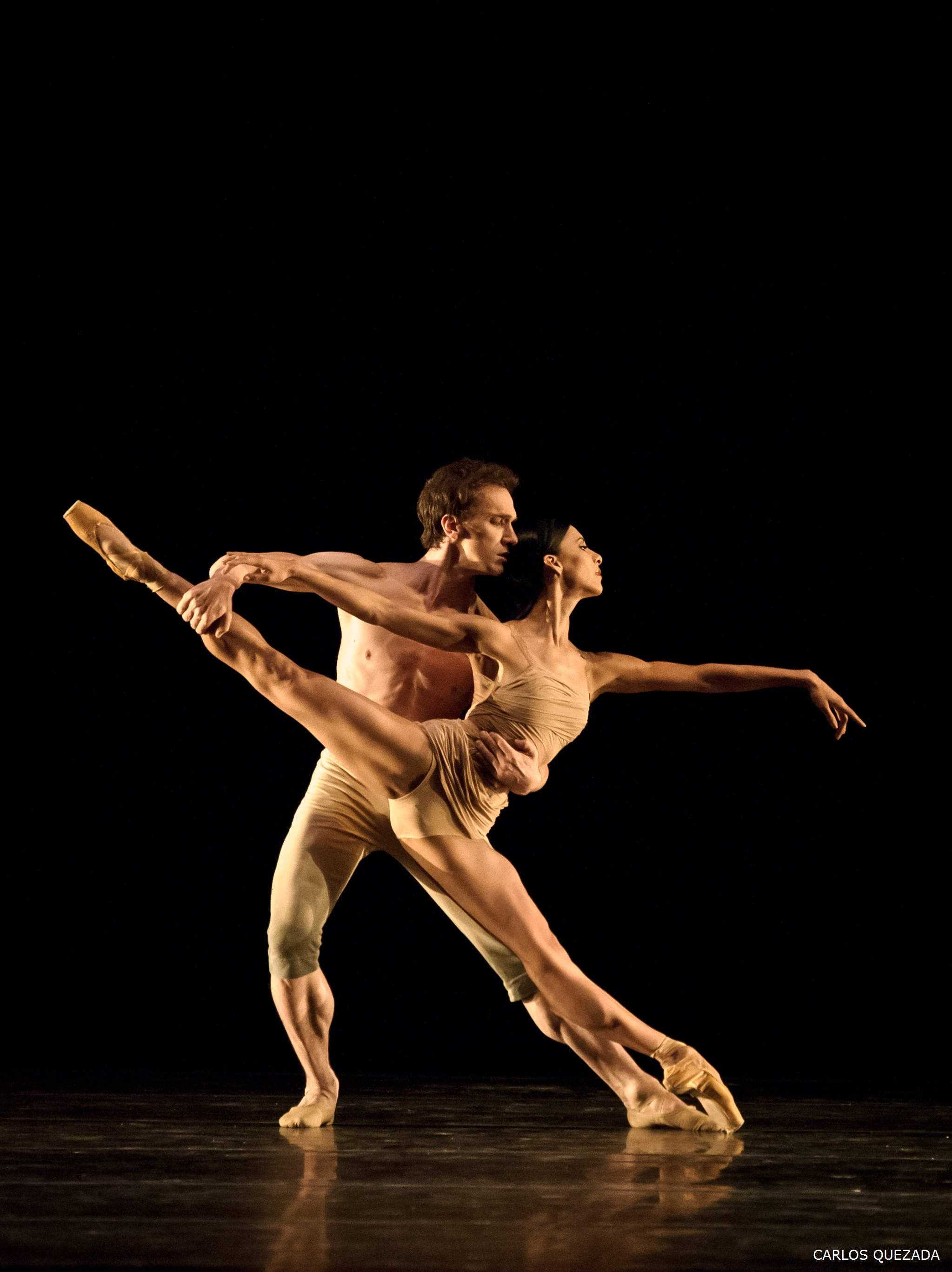
Caravaggio (fot. Carlos Quezada)

Taniec klasyczny (akademicki) – specyficzna forma tańca, zwana też baletem. Różnica polega na tym, że termin balet odnosi się do spektaklu odbywającego się na scenie, natomiast termin taniec klasyczny odnosi się do techniki, jakiej używają tancerze. 

## Początki baletu

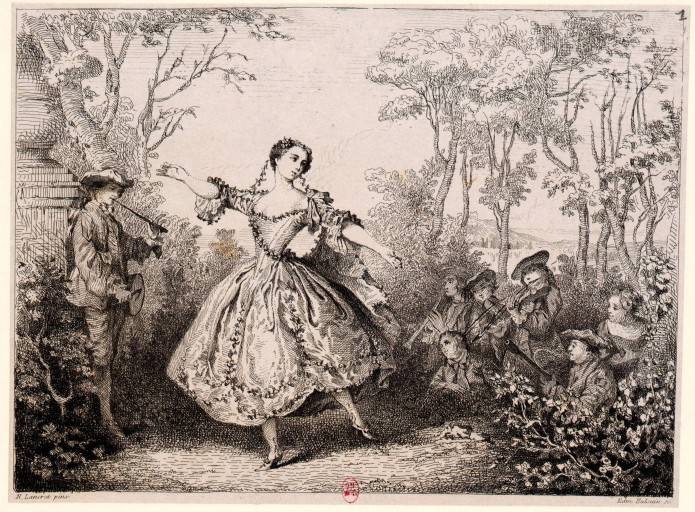
Tańcząca La Camargo (autor ryciny Edmond Hédouin)

Taniec klasyczny wywodzi się z renesansowych tańców dworskich udoskonalonych na dworze Ludwika XIV, który w 1653 mianował Jeana-Baptiste’a Lully’ego nadwornym kompozytorem i stworzył dla niego zespół Les petits violons. Lully komponował wówczas głównie balety i divertissementy, a po nawiązaniu współpracy z Molierem tzw. comédie-ballets. W 1672 otrzymał przywilej królewski na założenie Académie Royale de Musique et de Danse oraz patent na wyłączne prawo wystawiania dzieł scenicznych z muzyką w teatrach francuskich, czym przypieczętował zwycięstwo nad swym muzycznym konkurentem Pierre’em Perrinem. Wykształcił pierwszych zawodowych choreografów i pedagogów. Balety opierały się wtedy głównie na kombinacjach kroków pochodzących z basse danse, pawany i menueta. Suknie kobiet były na tyle ciężkie i długie, że uniemożliwiały zbyt skomplikowane ruchy nóg, a o podskokach w ogóle nie było mowy, z tego powodu partie solowe najczęściej wykonywali mężczyźni. Dopiero La Camargo 5 maja 1726 r. skróciła suknie o kilka centymetrów i jako pierwsza uniosła się na scenie w powietrze, wzbogacając tym taniec, ale jednocześnie wywołując skandal.

## XIX wiek
Zasady tańca klasycznego skodyfikował w oparciu o estetyczne kanony klasycznej sztuki starożytnej Carlo Blasis w Traité élémentaire, théorique et pratique de l'art de la dance (1820), tworząc system dokładnie opracowanych ruchów ciała, oznaczonych terminologią francuską. Doprowadzono je do perfekcji w okresie romantyzmu, kiedy tancerki zaczęły używać usztywnionych baletek zwanych pointami, dzięki którym mogły wynieść się na czubki palców. Forma teatralna baletu klasycznego, ukształtowana w XIX w. polega na uszeregowaniu ruchu ciała według stałych schematów, tzw. techniką klasyczną. 
Największy wkład w udoskonalenie współczesnej techniki tańca klasycznego wnieśli Marius Petipa, Enrico Cecchetti, Nikołaj Legat oraz Olga Prieobrażenska.

## Balety i znani wykonawcy

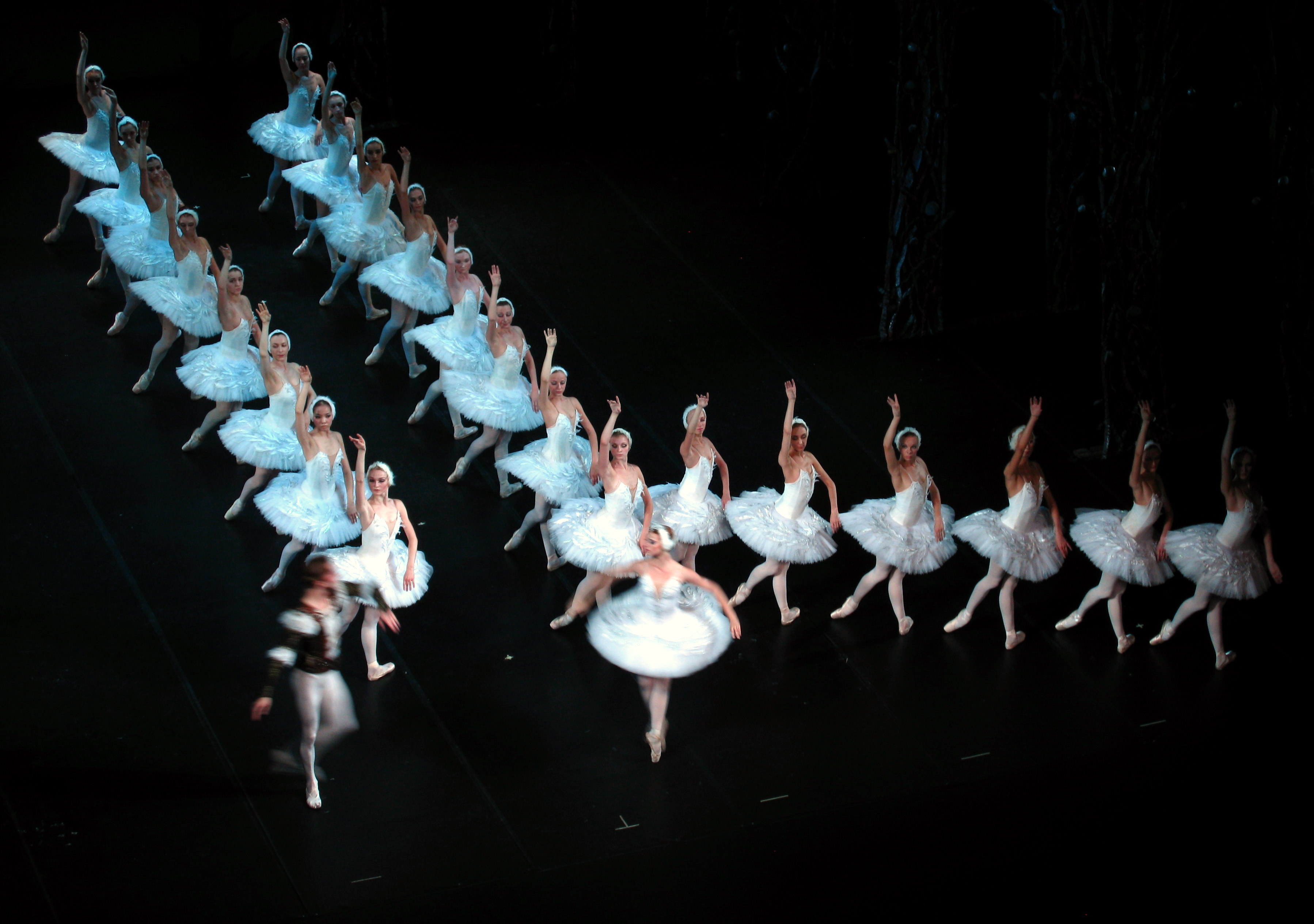
Corps de ballet - Jezioro łabędzie w Teatrze Aleksandrinskim

Znanymi baletami, w których wykorzystuje się technikę tańca klasycznego są: 
- Córka źle strzeżona
- Jezioro łabędzie P. Czajkowskiego,
- Dziadek do orzechów P. Czajkowskiego
- Giselle A. Adama,
- Spartakus A. Chaczaturiana,
- Coppélia L. Delibes'a,
- Jaś i Małgosia E. Humperdincka
- Don Kichot L. Minkusa,
- Romeo i Julia S. Prokofjewa
- Sylfidy F. Chopina
- Święto wiosny I. Strawińskiego
- Harnasie K. Szymanowskiego

Do znanych tancerek klasycznych należą: Carlotta Grisi, Marie Sallé, Marie Camargo, Fanny Elssler, Maria Taglioni, Olga Prieobrażenska, Agrippina Waganowa, Tamara Karsawina, Anna Pawłowa, Galina Ułanowa, Maja Plisiecka, Margot Fonteyn, Alicia Alonso, Carla Fracci, Natalia Makarowa i Sylvie Guillem. Do tancerzy: Wacław Niżyński, Stanislas Idzikowski, Rudolf Nuriejew, Michaił Barysznikow, Matthew Bourne oraz Carlos Acosta.